# Jean-Pierre Adam
Johann Peter (Jean-Pierre) Adam (Dudelange, 5 augustus 1941 – ?, 13 januari 2014) was een Luxemburgs beeldhouwer, graficus en kunstschilder.

## Leven en werk
Jean-Pierre of Jean Adam, Menn voor intimi, werd geboren in een arbeidersgezin, als zoon van een Luxemburgse vader en een Italiaanse moeder. Zijn ouders stonden niet achter zijn keuze om kunstenaar te worden en hij verliet als tiener het ouderlijk huis. Hij kreeg werk als arbeider in een ijzergieterij van de Arbed, op 16-jarige leeftijd verloor hij daar zijn linkerhand. In het revalidatiecentrum kwam hij in aanraking met keramiek. Pas toen hij over de veertig was, kreeg hij een gedegen opleiding in kunst. Hij volgde een tekencursus bij Harry Busser aan de hogeschool voor schone kunsten in Zürich (1968), studeerde bij beeldhouwer en etser Regina de Vries en liep stage op het gebied van wandtapijten aan de Ecole national d'art décoratif in Aubusson. In 1970 keerde hij terug naar Luxemburg.
Adam maakte onder andere schilderijen, hout- en steendrukken, drogenaaldetsen, plastieken en glasobjecten. Begin jaren 70 richtte hij Adam de Europese Zomeracademie voor Schone Kunsten in Luxemburg-Stad op. Hij was tot 1977 als artistiek leider aan de academie verbonden, het jaar erop werd hij benoemd tot ridder in de Orde van Verdienste van het Groothertogdom Luxemburg.
In datzelfde jaar stond hij mede aan de wieg van het Letzebuerger Konschtgewerkschaft. Hij was lid van de Nationale Raad voor Cultuur (1979, 1985). In 1981 was hij oprichter van het cultureel centrum Konschhaus Letzebuerg in de hoofdstad.
In 1984 was hij mede-organisator van een internationale kunstexpositie in Barcelona en ontving hij de eerste prijs, een gouden medaille. In 1986 werd hij benoemd tot ridder in de Orde van de Eikenkroon. Vanaf 1989 woonde hij met zijn gezin in Zuid-Frankrijk. Na hun terugkeer naar Luxemburg, zo'n tien jaar later, opende hij zijn eigen galerie La Grande Bleue in de Italiaanse wijk van Dudelange. Rond 2000 kwam hij in aanraking met de techniek van glasfusing, die hij toepaste voor scholen in Beaufort en Colmar-Berg.
In 2012 werd in Galerie H2O in Differdange een retrospectief gehouden. Jean-Pierre Adam overleed twee jaar later, op 82-jarige leeftijd.
In 2022 werd in een dubbeltentoonstelling in Centre d'Art Nei Liicht en de Galerie Dominique Lang in Dudelange gehouden en verscheen een monografie.

## Enkele werken
- 1995 vijf stalen plastieken voor een basisschool in Luxemburg-Gare.[8]
- 1996 Les ombres du passé, negen stalen plastieken bij het het Centre de documentation sur les migrations humaines in Dudelange.
- glas-in-loodramen (met glasfusing) voor een school in Colmar-Berg.
- Spiraal in Remich.

- Musée national d'archéologie, d'histoire et d'art: lkl000159